# ألينا إيفانوفا
ألينا إيفانوفا (بالروسية: Алина Иванова)‏ هي لاعبة جمباز بهلوانية ‏ بيلاروسية، ولدت في 3 أغسطس 1995.

## وصلات خارجية
- ألينا إيفانوفا على موقع الاتحاد الدولي للجمباز (licence) (الإنجليزية)
- ألينا إيفانوفا على موقع الاتحاد الدولي للجمباز (biography) (الإنجليزية)